# Peperomia multiformis
Peperomia multiformis är en pepparväxtart som beskrevs av William Trelease. Peperomia multiformis ingår i släktet peperomior, och familjen pepparväxter. Inga underarter finns listade i Catalogue of Life.